# Campidoglio (Tolosa)
Il Campidoglio (in francese Capitole, in occitano Capitoli) è un edificio storico di Tolosa oggi sede del Municipio cittadino e del Teatro omonimo. La sua costruzione fu decisa dai Capitoul nel 1190 per ospitare la sede del governo municipale. La facciata occidentale del palazzo si trova sulla piazza che ne porta il nome, luogo centrale della città.

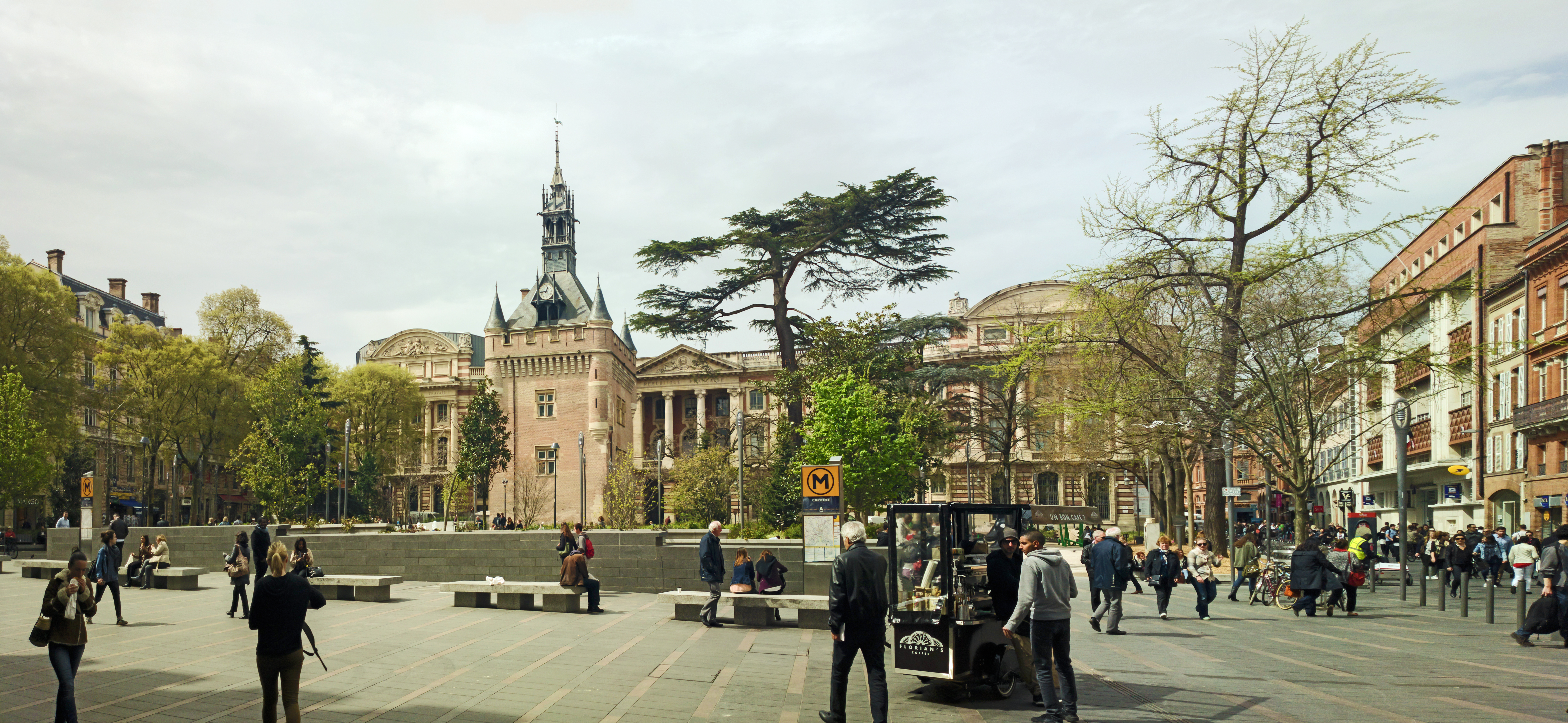
La facciata posteriore.
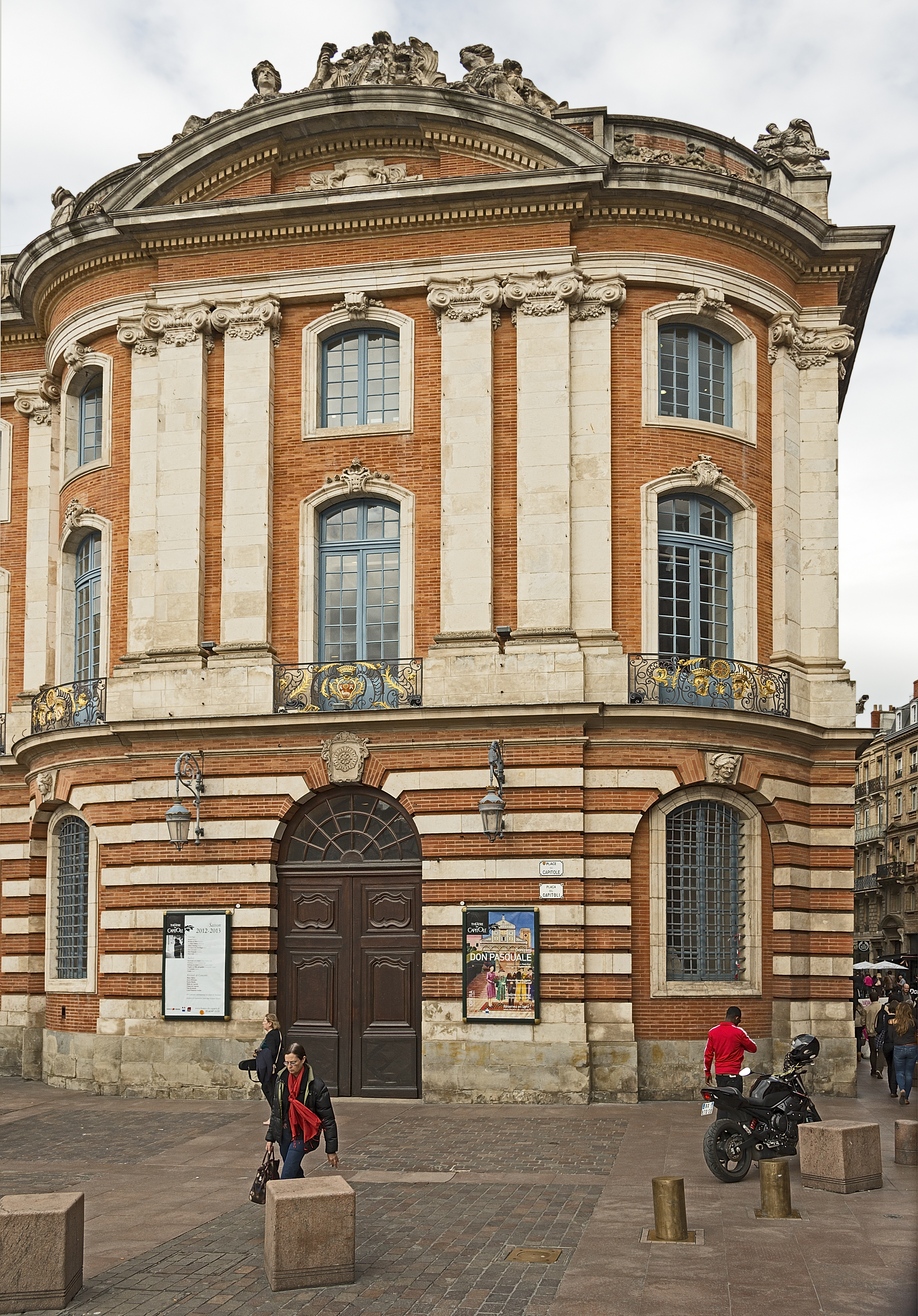
Ingresso del teatro.